# Basse-Kotto
Basse-Kotto (en francès: Baixa Kotto) és una de les 14 prefectures de la República Centreafricana. Està situada en el centre-sud del país, fent frontera amb la República Democràtica del Congo. La seva capital és Mobaye. Frontereja amb les prefectures d'Haute-kotto al nord, Mbomou a l'est, i amb Ouaka a l'oest i al nord.